# Cranitomia amb el pacient despert
La craniotomia amb el pacient despert és una tècnica neuroquirúrgica i un tipus de craniotomia que permet al cirurgià extirpar un tumor cerebral mentre el pacient està despert per evitar danys cerebrals. Durant la cirurgia, el neurocirurgià realitza un mapatge cortical per identificar àrees vitals, anomenades "àrees eloqüents", que no s'han de pertorbar durant l'extirpació del tumor.